# 第二次榆林战役
第二次榆林战役是1947年10月至11月西北野战军围攻中华民国国军第二十二军据守的榆林县的战役。

## 战役背景
彭德怀率西北野战军围攻榆林，参战兵力为
- 第六纵队
  - 新四旅
  - 教导旅
- 第一纵队2个旅
  - 并指挥绥德军分区警备第四团与警备第六团
- 晋绥军区第三纵队 司令员许光达、政治委员孙志远，辖
  - 独立第五旅（旅长李夫克、政治委员王赤军）
  - 独立第二旅（旅长唐金龙、政治委员梁仁芥）。

1947年10月22日至24日攻城部队从绥德、米脂沿咸榆公路北进。25日解放军大部队集结于旧寨、鱼河堡、归德堡之线。
榆林城池坚固，守军第22军为陕北土著杂牌军阀武装，驻守多年，大部分军官和士兵都带家属和财产。红军长征到达陕北，共产党在陕甘宁创建根据地，地主富农大都逃进了榆林，这部分人和榆林唇齿相依，对共产党极端仇恨。整编第36师下属的徐保整编第28旅已经在9月从榆林空运到西安，防守榆林的就只有第二十二军军部、整编第86师第257、258团和陕西保安第5团共9,000余人。第86师第257、258团和新编第11旅第1团分散布置在榆林城南、神木、府谷和刘官寨，榆林城守军兵力薄弱，决定坚守城垣、南门外凌霄塔高地、北关靠城的解宅据点，城外其余所有据点一律放弃。晋陕绥边区总司令部邓宝珊总司令不在榆林，遂由第二十二军军长左世允、第八十六师师长徐之佳，总司令部参谋长俞方皋和总部高参胡景通等组成临时指挥所，统一指挥驻在榆林的部队。 
- 第八十六师师长徐之佳为城防总指挥。
  - 新编第十一旅旅长于浚都
    - 新编第十一旅第一团团长王永清指挥该团（欠一营）和第22军辎重营防守西城；
    - 新编第十一旅第二团团长石佩玖指挥该团和旅直属部队防守南城

  - 陕北警备司令部副司令张之因指挥军特务营之机枪连、军补充营（缺一连）、师炮兵营（缺两连）、旅工兵连、新编第十一旅第一团第一营和陕北保安第五团之一部防守北城（包括北关解宅据点）。
  - 第八十六师副师长张云衢指挥新补充起来的第二五六团补充营防守东城。
  - 城南凌霄塔高地由第八十六师第二五七团（团长高凌云）担任防守，归师指挥所直接指挥。

## 战斗经过
10月27日开始，解放軍3天内肃清了归德堡、三岔湾、镇北台、红石峡、无量殿、金刚寺等外围据点。27日西安航空站照常派机一架运输机飞榆林航空站，降落后在跑道滑行中，被城南五里墩和西沙梁的解放军击中起火，正驾驶员被击毙，副驾驶员被俘，所运械弹均被焚毁。
此后，彭德怀仍旧以榆林城外的凌霄塔高地作为主要攻击目标。守卫凌霄塔高地的第86师第257团团长高凌云在凌霄塔西约150—200米的三义庙构筑了一个营的坚固据点，与凌霄塔成为犄角之势，并将该团迫击炮阵地位置于南城。10月27日下午，解放军完全占领凌霄塔南918高地一带有利地形，采用土壕作业迫近凌霄塔。11月1日占领了凌霄塔南面的五里墩。守军曾不时派小部队在迫击炮掩护下出击，均未获效果。11月1日入夜后，西北野战军第一纵358旅714团、独立第1旅第2、3团，第六纵队新4旅771团步炮协同向凌霄塔高地发起总攻。第八十六师副师长张云衢出城协助高凌云257团奉命撤回了榆林城。
11月2日晚，解放军攻击北城的主要目标是“刀把”形的东北、西北城角和解宅据点。战至3日1时把“刀把”东北城角轰塌，云梯搭上城关。解宅据点工事多被摧毁。指挥所派来救援部队接连赶到，又有飞机助战，恢复了和解宅据点的联系，拂晓结束激战。守军伤亡和失踪的官兵共计110余人。
蒋介石命令左协中坚守待援，一面急令傅作义、马鸿逵派兵驰援，同时出动太原、延安、西安等地的空军飞临榆林上空投弹、投粮，并对城外的解放军进行狂轰滥炸。整个战役中，空军共出动飞机500余架次，空投粮食100多吨、弹药近百吨。
彭德怀决定在11月2日下午17时对榆林城发起总攻。但榆林城第一次战役后城墙加高加厚，解放军的云梯太短，无法登上榆林城墙，并且防守火力异常猛烈，解放军第一次进攻失败。彭德怀停止强攻，4日转入对城墙实施坑道爆破。11月8日上午在榆林城东南魁星楼附近完成了两条爆破坑道。11月8日夜彭德怀下达了第二次攻城命令，集中炮火猛烈轰击守军阵地，独一旅爆破部队点燃了坑道内的炸药引线，一处炸点不够准确距离城墙还有40米未毁及城墙，另一处炸点榆林城墙虽然被炸出一个长达三、四公尺的缺口，但解放军冲击阵地离缺口较远，没能及时跟进，被守军火力封锁住，防守部队用预先准备好的沙袋堵补缺口，经过一小时后，缺口已填补起来，也没看到解放军的大部队来攻，战斗就沉寂下来。这一战斗，南城指挥官石佩玖负伤，官兵伤亡50余人。
援军：
- 傅作义派遣暂编第十七师副师长梁泮池带一个加强团约6,000余人，以汽车运送，随邓宝珊即由包头进抵扎萨旗，相机援榆；
- 驻府谷、神木的第八十六师杨仲璜第二五八团除留一营驻神木外，25日晨第一、二两营，补训营和直属部队由神木出发，强行军回榆增防。
- 马鸿逵部3万多人星夜赶来。11月15日西野一纵在城西90里的元（袁）大滩阻击马鸿逵援军。西北野战军侦知马鸿逵部援军并未回撤，而是绕道城西北的乌拉尔林，在榆林城北的庙嘴子、三道河则与绥远援兵会合，共援榆林城。西北野战军伤亡已达4,000多人，于16日撤围榆林。守军以杨伸璜团为主力，由各部拼凑了一个团，附山炮一连，名之为混成团，由杨团代团长贾海峰任指挥，并派王永清团长率领该团第三营骑兵协同前往。17日晨出发，取道城北之红石峡，向袁大滩方向前进，行至小加尔汗即与马鸿逵部相遇，遂于18日引导马部进城。邓宝珊及所率之绥远部队也于这天清晨入城，至此战事即告结束。

## 结果与影响
战后总结会上，彭德怀当着西野高干做了深刻检讨，将攻击榆林失败的责任揽在了自己身上。